# Rhythm Nation World Tour
De Rhythm Nation World Tour was de eerste wereldtournee van Janet Jackson. Hiermee promootte ze haar album Rhythm Nation 1814.

## Geschiedenis
De tournee begon op 1 maart 1990 in de Miami Arena in Miami, Florida met een uitverkochte show voor meer dan 15.000 fans. Het podium was ontworpen door de architect Mark Fisher terwijl de belichting door Roy Bennet werd gedaan. De tournee duurde negen maanden en ging de eerste twee maanden kriskras door de Verenigde Staten, voordat ze in mei naar Japan vloog voor vijf uitverkochte shows. In totaal gaf ze vier uitverkochte concerten in de Tokyo Dome. De in totaal 192.000 kaartjes werden in een recordtijd van 7 minuten verkocht. Deze gelden tot de dag van vandaag als de snelst uitverkochte optredens in de historie van de Tokyo Dome.
In oktober stond ze uitverkocht in de Rotterdamse Ahoy en in november gaf ze haar 107e concert in Yokohama. Meer dan 2 miljoen fans waren getuige van de succesvolste debuuttournee in de geschiedenis.

## Opgevoerde nummers
1. Control
2. Nasty
3. What Have You Done for Me Lately
4. Let's Wait Awhile
5. When I Think of You
6. The Pleasure Principle
7. State of the World
8. The Knowledge
9. Black Cat
10. Come Back to Me
11. Alright
12. Escapade
13. Miss You Much
14. Rhythm Nation

## Optredens
| NOORD-AMERIKA                     |                              |                     |                                             |
| Datum                             | Stad                         | Land                | Locatie                                     |
| 27 februari 1990                  | Pensacola (Florida)          | Verenigde Staten    | Pensacola Civic Center (generale repetitie) |
| 1 maart 1990                      | Miami (Florida)              | Verenigde Staten    | Miami Arena                                 |
| 3 maart 1990                      | Chapel Hill (North Carolina) | Verenigde Staten    | Dean E. Smith Center                        |
| 4 maart 1990                      | Charlotte (North Carolina)   | Verenigde Staten    | Charlotte Coliseum                          |
| 6 maart 1990                      | Columbia (South Carolina)    | Verenigde Staten    | Carolina Coliseum                           |
| 7 maart 1990                      | Knoxville (Tennessee)        | Verenigde Staten    | Thompson-Boling Arena                       |
| 9 maart 1990                      | Louisville (Kentucky)        | Verenigde Staten    | Freedom Hall                                |
| 10 maart 1990                     | Cincinnati (Ohio)            | Verenigde Staten    | Riverfront Coliseum                         |
| 12 maart 1990                     | Cleveland (Ohio)             | Verenigde Staten    | Richfield Coliseum                          |
| 13 maart 1990                     | Pittsburgh (Pennsylvania)    | Verenigde Staten    | Civic Arena                                 |
| 15 maart 1990                     | New York                     | Verenigde Staten    | Madison Square Garden                       |
| 16 maart 1990                     | New York                     | Verenigde Staten    | Madison Square Garden                       |
| 19 maart 1990                     | Montreal                     | Canada              | Montreal Forum                              |
| 20 maart 1990                     | Toronto                      | Canada              | SkyDome                                     |
| 22 maart 1990                     | Washington D.C.              | Verenigde Staten    | Capital Centre                              |
| 23 maart 1990                     | Hartford (Connecticut)       | Verenigde Staten    | Hartford Civic Center                       |
| 25 maart 1990                     | Philadelphia (Pennsylvania)  | Verenigde Staten    | Wachovia Spectrum (uitgesteld)              |
| 26 maart 1990                     | Worcester (Massachusetts)    | Verenigde Staten    | Worcester Centrum                           |
| 27 maart 1990                     | Worcester (Massachusetts)    | Verenigde Staten    | Worcester Centrum                           |
| 29 maart 1990                     | Washington D.C.              | Verenigde Staten    | Capital Centre                              |
| 31 maart 1990                     | Hampton (Virginia)           | Verenigde Staten    | Hampton Coliseum                            |
| 2 april 1990                      | Detroit (Michigan)           | Verenigde Staten    | Joe Louis Arena                             |
| 3 april 1990                      | Detroit (Michigan)           | Verenigde Staten    | Joe Louis Arena                             |
| 5 april 1990                      | Bloomington (Minnesota)      | Verenigde Staten    | Met Center                                  |
| 6 april 1990                      | Bloomington (Minnesota)      | Verenigde Staten    | Met Center                                  |
| 8 april 1990                      | Chicago                      | Verenigde Staten    | Rosemont Horizon                            |
| 9 april 1990                      | Chicago                      | Verenigde Staten    | Rosemont Horizon                            |
| 11 april 1990                     | Kansas City (Missouri)       | Verenigde Staten    | Kemper Arena                                |
| 13 april 1990                     | Fort Worth (Texas)           | Verenigde Staten    | Tarrant County Convention Center            |
| 15 april 1990                     | Houston (Texas)              | Verenigde Staten    | The Summit                                  |
| 16 april 1990                     | Houston (Texas)              | Verenigde Staten    | The Summit                                  |
| 18 april 1990                     | Phoenix (Arizona)            | Verenigde Staten    | Wells Fargo Arena                           |
| 20 april 1990                     | Los Angeles (Californië)     | Verenigde Staten    | Great Western Forum                         |
| 21 april 1990                     | Los Angeles (Californië)     | Verenigde Staten    | Great Western Forum                         |
| 23 april 1990                     | San Diego (Californië)       | Verenigde Staten    | San Diego Sports Arena                      |
| 25 april 1990                     | Los Angeles (Californië)     | Verenigde Staten    | Great Western Forum                         |
| 26 april 1990                     | Los Angeles (Californië)     | Verenigde Staten    | Great Western Forum                         |
| 28 april 1990                     | Oakland (Californië)         | Verenigde Staten    | Oakland Coliseum Arena                      |
| 29 april 1990                     | Oakland (Californië)         | Verenigde Staten    | Oakland Coliseum Arena                      |
| 1 mei 1990                        | Oakland (Californië)         | Verenigde Staten    | Oakland Coliseum Arena                      |
| 2 mei 1990                        | Oakland (Californië)         | Verenigde Staten    | Oakland Coliseum Arena                      |
| 4 mei 1990                        | Sacramento (Californië)      | Verenigde Staten    | ARCO Arena                                  |
| 5 mei 1990                        | Sacramento (Californië)      | Verenigde Staten    | ARCO Arena                                  |
| JAPAN                             |                              |                     |                                             |
| Datum                             | Stad                         | Land                | Locatie                                     |
| mei 17 1990                       | Tokio                        | Japan               | Tokyo Dome                                  |
| mei 18 1990                       | Tokio                        | Japan               | Tokyo Dome                                  |
| mei 20 1990                       | Osaka                        | Japan               | Osaka-jo Hall                               |
| mei 21 1990                       | Osaka                        | Japan               | Osaka-jo Hall                               |
| mei 23 1990                       | Yokohama                     | Japan               | Yokohama Arena                              |
| NOORD AMERIKA - "SUMMER ESCAPADE" |                              |                     |                                             |
| Datum                             | Stad                         | Land                | Locatie                                     |
| 6 juni 1990                       | Seattle (Washington)         | Verenigde Staten    | Tacoma Dome                                 |
| 7 juni 1990                       | Seattle (Washington)         | Verenigde Staten    | Tacoma Dome                                 |
| 9 juni 1990                       | Vancouver (Brits-Columbia)   | Canada              | BC Place Stadium                            |
| 11 juni 1990                      | Edmonton (Alberta)           | Canada              | Northlands Coliseum                         |
| 12 juni 1990                      | Calgary (Alberta)            | Canada              | Olympic Saddledome                          |
| 15 juni 1990                      | Denver (Colorado)            | Verenigde Staten    | McNichols Sports Arena                      |
| 16 juni 1990                      | Denver (Colorado)            | Verenigde Staten    | McNichols Sports Arena                      |
| 20 juni 1990                      | Mountain View                | Verenigde Staten    | Shoreline Amphitheatre                      |
| 21 juni 1990                      | Mountain View                | Verenigde Staten    | Shoreline Amphitheatre                      |
| 23 juni 1990                      | Costa Mesa                   | Verenigde Staten    | Pacific Amphitheatre                        |
| 24 juni 1990                      | Costa Mesa                   | Verenigde Staten    | Pacific Amphitheatre                        |
| 26 juni 1990                      | Inglewood                    | Verenigde Staten    | Great Western Forum                         |
| 27 juni 1990                      | Inglewood                    | Verenigde Staten    | Great Western Forum                         |
| 29 juni 1990                      | Inglewood                    | Verenigde Staten    | Great Western Forum                         |
| 2 juli 1990                       | Dallas (Texas)               | Verenigde Staten    | Reunion Arena                               |
| 3 juli 1990                       | Oklahoma City (Oklahoma)     | Verenigde Staten    | Myriad Convention Center                    |
| 5 juli 1990                       | Austin (Texas)               | Verenigde Staten    | Frank Erwin Center                          |
| 6 juli 1990                       | Austin (Texas)               | Verenigde Staten    | Frank Erwin Center                          |
| 8 juli 1990                       | New Orleans (Louisiana)      | Verenigde Staten    | Louisiana Superdome                         |
| 10 juli 1990                      | Memphis (Tennessee)          | Verenigde Staten    | Mid-South Coliseum                          |
| 12 juli 1990                      | Miami (Florida)              | Verenigde Staten    | Miami Arena                                 |
| 13 juli 1990                      | Orlando (Florida)            | Verenigde Staten    | Orlando Arena                               |
| 14 juli 1990                      | Saint Petersburg (Florida)   | Verenigde Staten    | Florida Suncoast Dome                       |
| 16 juli 1990                      | Atlanta (Georgia)            | Verenigde Staten    | The Omni                                    |
| 17 juli 1990                      | Atlanta (Georgia)            | Verenigde Staten    | The Omni                                    |
| 19 juli 1990                      | Atlanta (Georgia)            | Verenigde Staten    | The Omni                                    |
| 20 juli 1990                      | Atlanta (Georgia)            | Verenigde Staten    | The Omni                                    |
| 22 juli 1990                      | Birmingham (Alabama)         | Verenigde Staten    | Birmingham-Jefferson Civic Center           |
| 24 juli 1990                      | Indianapolis (Indiana)       | Verenigde Staten    | Market Square Arena                         |
| 25 juli 1990                      | Cincinnati (Ohio)            | Verenigde Staten    | Riverbend Music Center                      |
| 27 juli 1990                      | Milwaukee (Wisconsin)        | Verenigde Staten    | Bradley Center                              |
| 29 juli 1990                      | Tinley Park (Illinois)       | Verenigde Staten    | World Music Theater                         |
| 30 juli 1990                      | Tinley Park (Illinois)       | Verenigde Staten    | World Music Theater                         |
| 1 augustus 1990                   | Tinley Park (Illinois)       | Verenigde Staten    | World Music Theater                         |
| 2 augustus 1990                   | Lexington (Kentucky)         | Verenigde Staten    | Rupp Arena (Afgelast)                       |
| 4 augustus 1990                   | Ames (Iowa)                  | Verenigde Staten    | Hilton Coliseum (Afgelast)                  |
| 5 augustus 1990                   | Saint Louis (Missouri)       | Verenigde Staten    | St. Louis Arena (Afgelast)                  |
| 7 augustus 1990                   | Detroit (Michigan)           | Verenigde Staten    | The Palace of Auburn Hills (Verplaatst)     |
| 8 augustus 1990                   | Detroit (Michigan)           | Verenigde Staten    | The Palace of Auburn Hills (Verplaatst)     |
| 10 augustus 1990                  | Washington D.C.              | Verenigde Staten    | Capital Centre                              |
| 11 augustus 1990                  | Washington D.C.              | Verenigde Staten    | Capital Centre                              |
| 13 augustus 1990                  | Washington D.C.              | Verenigde Staten    | Capital Centre                              |
| 14 augustus 1990                  | Greensboro (North Carolina)  | Verenigde Staten    | Greensboro Coliseum                         |
| 16 augustus 1990                  | Philadelphia (Pennsylvania)  | Verenigde Staten    | The Spectrum                                |
| 17 augustus 1990                  | Philadelphia (Pennsylvania)  | Verenigde Staten    | The Spectrum                                |
| 19 augustus 1990                  | Philadelphia (Pennsylvania)  | Verenigde Staten    | The Spectrum                                |
| 21 augustus 1990                  | Ottawa                       | Canada              | Ottawa Civic Centre                         |
| 22 augustus 1990                  | Detroit (Michigan)           | Verenigde Staten    | The Palace of Auburn Hills                  |
| Augustus 23 1990                  | Detroit (Michigan)           | Verenigde Staten    | The Palace of Auburn Hills                  |
| 25 augustus 1990                  | Albany (New York)            | Verenigde Staten    | Knickerbocker Arena                         |
| 27 augustus 1990                  | Providence (Rhode Island)    | Verenigde Staten    | Providence Civic Center                     |
| 28 augustus 1990                  | Uniondale (New York)         | Verenigde Staten    | Nassau Coliseum                             |
| 30 augustus 1990                  | East Rutherford (New Jersey) | Verenigde Staten    | Meadowlands Arena                           |
| 3 september 1990                  | Burgettstown (Pennsylvania)  | Verenigde Staten    | Starlake Amphitheater (Afgelast)            |
| 4 september 1990                  | Cleveland (Ohio)             | Verenigde Staten    | Richfield Coliseum                          |
| EUROPA                            |                              |                     |                                             |
| Datum                             | Stad                         | Land                | Locatie                                     |
| 4 oktober 1990                    | Rotterdam                    | Nederland           | Ahoy Rotterdam                              |
| 8 oktober 1990                    | Berlijn                      | Duitsland           | Velodrom                                    |
| 14 oktober 1990                   | Parijs                       | Frankrijk           | Palais Omnisports de Paris-Bercy            |
| 24 oktober 1990                   | Frankfurt                    | Duitsland           | Eissporthalle Frankfurt                     |
| 28 oktober 1990                   | Londen                       | Verenigd Koninkrijk | Wembley Arena                               |
| JAPAN                             |                              |                     |                                             |
| Datum                             | Stad                         | Land                | Locatie                                     |
| 3 1990                            | Osaka                        | Japan               | Osaka-jo Hall                               |
| 4 november 1990                   | Osaka                        | Japan               | Osaka-jo Hall                               |
| 6 november 1990                   | Tokio                        | Japan               | Tokyo Dome                                  |
| 7 november 1990                   | Tokio                        | Japan               | Tokyo Dome                                  |
| 14 november 1990                  | Nagoya                       | Japan               | Nagoya Rainbow Hall                         |
| 15 november 1990                  | Nagoya                       | Japan               | Nagoya Rainbow Hall                         |
| 16 november 1990                  | Yokohama                     | Japan               | Yokohama Arena                              |

Afgelastingen/verplaatsingen:
- 25 maart: The Spectrum, Philadelphia - Verplaatst vanwege dubbele booking met WWF-wedstrijd
- 2 augustus: Rupp Arena, Lexington, KY - Afgelast door griepverschijnselen
- 4 augustus: Hilton Coliseum, Ames, IA - Afgelast door oorontsteking
- 5 augustus: St. Louis Arena, St. Louis - Afgelast door een infectie - Janet Jackson werd na 3 songs onwel.
- 7-8 augustus: The Palace of Auburn Hills, Detroit, MI - Verplaatst door infectie.
- 3 september: Starlake Amphitheater, Burgettstown, PA - Afgelast door ziekte

## Bandleden
- Muzikaal leider: Chuckii Booker
- Drums: Derek Organ
- Keyboards: Chuckii Booker, Tommy Organ, Rex Salas, and Derek Allen
- Percussie: Tim "Timbali" Cornwell
- Gitaar: David Barry, Tommy Organ
- Bas: Derek Allen
- Achtergrondzang: Nadira Ali, Vanessa Townsell, David Barry, and Chuckii Booker

## Productie
- Set ontworpen door: Mark Fisher
- Belichting ontworpen door: Roy Bennett

## Dansers
- Art Palmer
- Karen Owens
- LaVelle Smith, Jr. (co-choreografer, staging)
- Tina Landon (choreografer, staging)
- Anthony Thomas (choreografer, staging)
- Terry Bixler (co-choreografer, staging)

## Varia
- De Rhythm Nation World Tour was de eerste wereldtournee van Janet Jackson. Het was de debuuttournee met de hoogste omzet en ging in een sneltreinvaart langs 90 steden met 107 optredens in Noord-Amerika, Japan en Europa in slechts 9 maanden.
- Alleen al in de Verenigde Staten haalde zij een omzet van $28 miljoen en wereldwijd bijna $45 miljoen. (In 2008 stond dit gelijk aan ongeveer $180 miljoen, vergeleken met de gemiddelde concertkaartprijs).
- Ongeveer 2 miljoen fans zagen haar wereldwijd, waarvan 1,65 miljoen in de 91 Noord-Amerikaanse shows.
- De repetities vonden plaats in Los Angeles en twee weken voordat de show van start ging verhuisde het gezelschap naar Pensacola, Florida. Janet verraste de inwoners van Pensacola met een concert dat een dag van tevoren werd aangekondigd. De $10 kostende tickets konden maximaal 4 keer tegelijk worden gekocht, per persoon. Deze werden op de ochtend van de dag van de show in de verkoop gedaan en na 3 uur waren alle 7.600 beschikbare kaartjes uitverkocht. Er werden 1.000 kaartjes gegeven aan plaatselijke goede doelen.
- Janet Jacksons eerste show in de zomer, zaterdag 7 juni in de Tacoma Dome in Tacoma, Washington was zo snel uitverkocht dat er een tweede concert werd aangekondigd. Deze zou de dag ervoor plaatsvinden, op 6 juni. Dit veroorzaakte veel rumoer omdat fans urenlang gewacht hadden om kaartjes te kunnen bemachtigen voor het concert van 7 juni. Op zaterdag 7 juni was echter de première van haar "Black Cat" video, deze was de avond ervoor gefilmd.
- In maart was Janet Jackson ingeroosterd in een zaal in Philadelphia, deze ging echter niet door omdat er, tot ieders verbazing, dubbel geboekt was met WWF (World Wrestling Federation). Het uitverkochte concert werd naar augustus verplaatst. De zomeretappe werd omgedompeld tot Summer Escapade Tour.
- Janet Jacksons vier concerten in Los Angeles waren in slechts 48 minuten uitverkocht.
- Het concert van 8 september werd verplaatst naar 30 augustus. Deze wijziging had namelijk te maken met Janet Jacksons opwachting tijdens de 7e MTV Video Music Awards waar ze "Black Cat" live ten gehore zou brengen en twee beeldjes in ontvangst nam.
- Haar 24e verjaardag bracht Janet Jackson door in Disneyland Tokio
- Het concert op 18 mei in Tokio werd gefilm in HD en werd in zijn geheel uitgezonden op de Japanse televisie. Deze werd in drieeën gedeeld door 2 commercials die Janet had opgenomen voor JAL.
- Pioneer had met zowel Janet Jackson als Madonna een exclusive deal gesloten om hun wereldtournees van 1990 op laserdisc uit te brengen en later op video uit te brengen. Tot de dag van vandaag bestaat er geen dvd van de Rhythm Nation World Tour.